# Seznam novozelandskih alpinistov
Seznam novozelandskih alpinistov.

## B
- Gary Ball

## C
- Annelise Coberger

## H
- Robert Edwin (Rob) Hall
- Sir Edmund Hillary
- Peter Hillary